# Судинська Балка
Су́динська Ба́лка — зупинний пункт Запорізької дирекції Придніпровської залізниці.
Розташований у західній частині села Мала Токмачка Пологівського району Запорізької області на лінії Запоріжжя II — Пологи між станціями Оріхівська (8 км) та Мала Токмачка (3 км).
На зупинному пункті Судинська Балка зупиняються потяги приміського сполучення напрямку Запоріжжя — Пологи.